# The Doll Maker's Daughter (film 1906)
The Doll Maker's Daughter è un cortometraggio muto del 1906 diretto da Lewin Fitzhamon. Prodotto da Cecil M. Hepworth, il film aveva come protagonista Dolly Lupone.

## Trama
Una povera fanciulla prende il posto della bambola della principessa e si innamora del principe che la corteggia.

## Produzione
Il film fu prodotto da Cecil M. Hepworth per la sua casa di produzione, la Hepworth.

## Distribuzione
Distribuito dalla Hepworth, il film - un cortometraggio di dieci minuti - uscì nelle sale cinematografiche britanniche nel 1906. Nel 1907, fu distribuito negli USA dalla Williams, Brown and Earle.
Si conoscono pochi dati del film che, prodotto dalla Hepworth, fu distrutto nel 1924 dallo stesso produttore, Cecil M. Hepworth. Fallito, in gravissime difficoltà finanziarie, il produttore pensò in questo modo di poter almeno recuperare il nitrato d'argento della pellicola.